# Brixidia variabilis
Brixidia variabilis är en insektsart som beskrevs av Van Stalle 1984. Brixidia variabilis ingår i släktet Brixidia och familjen kilstritar. Inga underarter finns listade i Catalogue of Life.